# Listă de compozitori de muzică ușoară din România
Lista următoare cuprinde numele celor mai cunoscuți compozitori de muzică ușoară din România, cu câteva date personale atașate, pentru a permite comparații, urmărirea cronologiei ș.a. În cazul compozitorilor implicați și în alte genuri muzicale, realizările respective nu vor fi descrise aici, ci doar amintite (pe coloana „Alte preocupări”). Astfel, exemplificările de pe coloana „Compoziții” nu cuprind piese scrise în alte genuri. Pentru mai multe informații, se vor consulta articolele dedicate fiecărui compozitor în parte.

## B
| Numele compozitorului | Data nașterii | Locul nașterii | Origine | Data morții | Debutul | Compoziții | Alte preocupări                                |
| --------------------- | ------------- | -------------- | ------- | ----------- | ------- | --- | ---------------------------------------------- |
| Ionel Băjescu-Oardă   | 30.12.1883    | București      | român   | 1979        |         | Închide ochii-ți dulci, Mândra mea de altădată, Casa mea, Mi-e dor de nopți cu lună plină, Parfum de tei, Râdeai                         | cântăreț                                       |
| Florin Bogardo        | 16.08.1942    | București      | român   | 15.08.2009  |         | Cum e oare, Ca tine nu e nimeni, Casa mea, Ani de liceu, La steaua, N-ai să mă poți uita, Să nu uităm trandafirii, Tu ești primăvara mea | cântăreț, inginer de sunet, compozitor de film |

## C
| Numele compozitorului | Data nașterii   | Locul nașterii | Origine | Data morții      | Debutul | Compoziții                                                                 | Alte preocupări                       |
| --------------------- | --------------- | -------------- | ------- | ---------------- | ------- | -------------------------------------------------------------------------- | ------------------------------------- |
| Alexandru Corfescu    |                 |                |         |                  |         | Îți amintești, Liniște, dorm violetele, Romanța tristelor uitări, Scrisori |                                       |
| Theodor Cosma         | 7 august 1910   |                | evreu   | 9 octombrie 2011 |         |                                                                            |                                       |
| Vladimir Cosma        | 13 aprilie 1940 |                |         |                  |         | muzică de film                                                             |                                       |
| Ion Cristinoiu        | 26.01.1942      | București      | român   | 21.11.2001       |         | Încredere, Nu te mai gândi , Iartă                                         | compozitor de film, dirijor, baterist |

[
[Anda Calugareanu ]"Sa ai un plop"

## D
Constantin Draghici || 19 ianuarie 1932 || București || român ||
Constantin Draghici || 19 ianuarie 1932 || București || român ||
Constantin Draghici || 19 ianuarie1932 || București || român ||

## F
| Numele compozitorului            | Data nașterii     | Locul nașterii | Origine | Data morții   | Debutul               | Compoziții | Alte preocupări                               |
| -------------------------------- | ----------------- | -------------- | ------- | ------------- | --------------------- | --- | --------------------------------------------- |
| Nelu Danielescu                  | 1919              | Ploiești       | român   | 16.11.1971    |                       | De ce nu vii, Mi-e dor, Primăvara a sosit, Te-aștept la poarta amintirii | dirijor, profesor                             |
| Camelia Dăscălescu               | 22.01.1921        | Iași           | româncă | —             |                       | Amintiri, amintiri, Nu vom ști niciodată, Nu-ți fie teamă de un sărut |                                               |
| Edmond Deda                      | 23.04.1921        | București      | evreu   | 28.09.2006    |                       | Inimă, nu fi de piatră, Iubita mea, În Cuba, Știu adevărul | dirijor, interpret de jazz, pianist, profesor |
| Florentin Delmar (Florian Milea) | 8.04.1917         | Focșani        | român   | 31.03.1983    |                       | Te caut , De tine nu-mi mai este dor'Serenada Twist' | compozitor de scenă și de film                |
| Gherase Dendrino                 | 3.09.1901         | Turnu Măgurele | român   | 6.01.1973     |                       | Drum bun, Să nu te superi dacă plâng, Un gondolier cânta o melodie | compozitor de operetă, de film                |
| Sile Dinicu                      | 10.12.1919        | Bacău          | român   | 7.01.1993     |                       | Telefonul | dirijor pianist                               |
| Marcel Dragomir                  | 30 octombrie 1944 | Câmpina        |         | 9 martie 2015 |                       | |                                               |
| Mircea Drăgan                    | 20 mai 1945       | Bucuresti      | român   | —             | 1965 Formatia Sideral | Uvertura (Sideral), Dorinta (Mondial), Lumea (Mondial) Soare si foc (Romanticii), Maine (Romanticii), Iubirea mea (Romanticii), Rondelul cupei de Murano (Romanticii), Te voi iubi (Romanticii), Si mereu voi canta (Romanticii), Pacat ca vremea (Mirabela Dauer), Sa fiu cu tine (Mirabela Dauer), Stai langa fruntea mea (Mirabela Dauer), Doar tu vei fi (Mirabela Dauer), Tu numai tu (Monica Anghel), Azi vine primavara (Silvia si Mircea Dumitrescu), Nascuta pentru dans (Silvia Dumitrescu), Te iubesc (Elena Carstea), Finally (Elena Carstea si Silvia Dumitrescu) etc. | clapar                                        |

| Numele compozitorului | Data nașterii | Locul nașterii | Origine | Data morții | Debutul                 | Compoziții | Alte preocupări                        |
| --------------------- | ------------- | -------------- | ------- | ----------- | ----------------------- | --- | -------------------------------------- |
| Ionel Fernic          | 29.05.1901    | Târgoviște     | român   | 22.07.1938  | Cruce albă de mesteacăn | Iubesc femeia, Îți mai aduci aminte, doamnă, Pentru tine am făcut nebunii, Pe boltă când apare luna, Romanța celei care minte      | aviator, parașutist, scriitor, gazetar |
| Dimitrie G. Florescu  | 1827          |                | român   | 1875        |                         | Steluța, Te aștept, iubite, Te iubesc                                                                                              |                                        |
| F. Franchetti         |               |                |         |             |                         | |                                        |
| Cornel Fugaru         | 2.12.1940     | București      | român   | 13.07.2011  | titlu necunoscut        | De-ar fi dorul, De ce-ai plecat din viața mea, Emoție de toamnă, Te-ntorci acum, Vreau să uit "Ne-a pierdut de pe aripa ei iubirea | cântăreț, organist                     |

## G
| Numele compozitorului             | Data nașterii    | Locul nașterii    | Origine | Data morții | Debutul | Compoziții | Alte preocupări                                                                                  |
| --------------------------------- | ---------------- | ----------------- | ------- | ----------- | ------- | --- | ------------------------------------------------------------------------------------------------ |
| Petre Geambașu                    | 6 noiembrie 1943 | Petrești, Alba    |         |             |         | | dirijor, instrumentist, aranjor                                                                  |
| Aurel Giroveanu (Aurel Engelberg) | 24.09.1916       | Girov, jud. Neamț | evreu   | 2001        |         | Am strâns toamnă după toamnă, Când era bunica fată, După noapte vine zi, La crâșma din Ferentari, Nu mă mai despart de tine, Ș-in chioșc fanfara cânta, Romanța dragostei, Unde ești, fericirea mea                                                                                               | compozitor de scenă și film                                                                      |
| George Grigoriu                   | 8.04.1927        | Brăila            | român   | 1999        |         | Amurgul, Chemarea mării, Doar băieții sunt de vină, Maria, Romanța mea Ia te uita ce mai fete(text A grigoriu si R Iorgulescu voce C Draghici) Serenada tineretii (text A Grigoriu Si R Iorgulescu voce C Draghici) Mi-a batut primavara in geam(text A Grigoriu si R Iorgulescu Voce D Stanescu) | Interpret in Trio Grigoriu cu Cezar si Anghel                                                    |
| Radu-Eugeniu Gheorghiu ,          | 27.09.1915       | Craiova           | român   | 27.03.1989  |         | Nu Plinge, Printre gene, Alerg printre stele , "Drum bun, draga mea" | Compozitor de muzica usoara, Saxofonist in orchestra de estrada a Radioului, Profesor de muzica. |

## I
| Numele compozitorului | Data nașterii | Locul nașterii | Origine | Data morții | Debutul | Compoziții                                                                                            | Alte preocupări |
| --------------------- | ------------- | -------------- | ------- | ----------- | ------- | --- | --------------- |
| Mișu Iancu            | 22.11.1909    | București      | român   | 1994        |         | Iubirea-i doar o glumă, Mi-ai spus că mă iubești, Te rog să-mi scrii, Cântecele mele                  |                 |
| Emanoil Ionescu       |               |                |         |             |         | Trece-un car cu boi pe drum,Serenada pe zapada (text:Harry Negrim) (Voce A.Calugareanu si D. Spataru) |                 |

## K
| Numele compozitorului | Data nașterii | Locul nașterii           | Origine | Data morții | Debutul | Compoziții |                                      | Alte preocupări |
| --------------------- | ------------- | ------------------------ | ------- | ----------- | ------- | --- | ------------------------------------ | --------------- |
| Zsolt Kerestely       | 12 mai 1934   | Șiclod, județul Harghita | maghiar |             |         | Copacul |                                      |                 |
| Nicolae Kirculescu    | 28.03.1903    | București                | român   | 31.12.1985  |         | Inimă, de ce nu vrei să-mbătrânești, La căsuța cu zorele, Prima poezie, Violete pentru fete (text P Maximilian , Voce D Constantinescu) | pianist, compozitor de film și scenă |                 |

## L
| Numele compozitorului | Data nașterii | Locul nașterii | Origine | Data morții | Debutul | Compoziții          | Alte preocupări            |
| --------------------- | ------------- | -------------- | ------- | ----------- | ------- | ------------------- | -------------------------- |
| Alexandru Leon        | 20.06.1889    | București      | român   | 11.10.1932  |         | Mi-ești dragă       | pianist                    |
| Lucian Necula         | 25.02.1984    | Focșani        | român   |             |         | Trilogia Destinului | Compozitor și Orchestrator |

## M
Pentru Florian Milea, vezi Florentin Delmar.
| Numele compozitorului        | Data nașterii    | Locul nașterii       | Origine    | Data morții | Debutul     | Compoziții                                                                         | Alte preocupări                                                                   |
| ---------------------------- | ---------------- | -------------------- | ---------- | ----------- | ----------- | ---------------------------------------------------------------------------------- | --------------------------------------------------------------------------------- |
| Sergiu Malagamba             | 6.02.1913        | Chișinău, R. Moldova | basarabean | 15.04.1978  |             | Azi e mai frumos ca ieri, De ziua ta, În așteptarea ta, Îți mulțumesc, dragul meu  | baterist, orchestrator, dirijor                                                   |
| Alexandru Mandy              | 9.07.1914        | Craiova              | evreu      | 10.10.2005  | Noapte albă | Îți mulțumesc pentru tot, Masa tăcerii, N-ați văzut cumva o fată, Poarta sărutului | cântăreț, textier, farmacist                                                      |
| Aurel Manolache              | 5.10.1931        | Galați               | român      | 9.03.2010   |             | (Ale tale text Ov Dumitru,voce D Spataru si M Paslaru)                             |                                                                                   |
| Gabriel Mărgărint            |                  |                      |            |             |             | Cere-mi, Nu te voi opri, Joc de taină, Cenușăreasa                                 | avocat, baterist, compozitorul muzicii filmelor „Simpaticul domn R.”, „Regăsirea” |
| Henry Mălineanu              | 25.03.1920       | București            | evreu      | 12.11.2000  | evreu       | Adevărata mea dragoste, Cele mai frumoase fete, Iubito, Mica serenadă              | compozitor de operetă, de scenă și film, dirijor                                  |
| Ion Mânzatu (Nello Manzatti) | 1902             | București            | român      | 5.02.1986   |             | Frumoasa mea cu ochii verzi, Femeia, eterna poveste, Vânt de seară                 | compozitor legionar, gazetar                                                      |
| Gelu Mihăilă                 |                  |                      |            |             |             |                                                                                    |                                                                                   |
| Petre Mihăiescu              |                  |                      |            |             |             |                                                                                    |                                                                                   |
| Dan Mizrahy (Mizrahi)        | 28.02.1926       | București            | evreu      | 25.02.2010  |             | Ca să-ți fiu pe plac, Cine știe, câștigă, Dansul bunicuței, Îți mulțumesc, Omule   | pianist, profesor                                                                 |
| Horia Moculescu              | 18.03.1937       | Râmnicu-Vâlcea       | român      | —           |             | Anul 2000, Ce vrei să faci din mine, De-ai fi tu (Salcia Voce M Mihai)             | compozitor de film, pianist, prezentator TV                                       |
| Marian Nistor                | 4 octombrie 1943 | Fâlfani              |            |             |             | Frunza mea albastră                                                                | dirijor, instrumentist, aranjor                                                   |

## P
| Numele compozitorului | Data nașterii | Locul nașterii | Origine | Data morții | Debutul                    | Compoziții | Alte preocupări                                                                            |
| --------------------- | ------------- | -------------- | ------- | ----------- | -------------------------- | --- | ------------------------------------------------------------------------------------------ |
| Alfred Pagoni         |               |                | grec    | 1944        |                            | Refrenul visurilor mele | cântăreț, improvizator                                                                     |
| Iosif Paschill        |               |                |         |             |                            | În rariștea de lângă vii, Ochii tăi frumoși și limpezi, Sub vișinul înflorit |                                                                                            |
| Margareta Pâslaru     | 9.07.1943     | București      | româncă | —           | A nimănui sînt             | Dacă ai ghici, Lasă-mi, toamnă, pomii verzi, Romanța soarelui, Soldățelul, Timpul, Eu și Timpul, Păsările nu mor niciodată, Diamant fermecat, Ce suflet trist, Tatăl Nostru, Era o fântână, Libertatea nu se învață, Țigara, Fericirea mult visată, Iubindu-te, Spune tu care știi atât de multe, Alergători de cursă lungă, Ce bine-ar fi, Nu vreau să moară florile de măr, Tare-am fost, NU, Bunicii mei, Ghimpi, Mai bine soarta lui Sisif, Flăcări, Am cântat, Despotici în uimire, Înapoierea cheii, Riscul, Ceasul e un vrăjitor, Amanții mei sunt cărțile ințelepte, Setea de a cunoaște, Să fie oare adevărat?, Fii voluntar | actriță, cântăreață, textieră, producător TV, colaborator si prezentator radio, scriitoare |
| Temistocle Popa       | 26.06.1921    | Galați         | român   | 26.11.2013  | Vântule din zarea-albastră | Gabriela, În rândul patru, În târgul moșilor, Mereu cânta o serenadă, Trecea fanfara militară, Margarete, Veronica, Padure, Actorii |                                                                                            |
| Petre Popescu-Peppo   |               |                |         |             |                            | Căsuța noastră, Costica, Costica, Crâșmăriță fin Buzău, La căsuța cu zorele, Se scuturau toți trandafirii |                                                                                            |
| Laurențiu Profeta     | 12.01.1925    | București      | evreu   | 08.2006     |                            | Celei care pleacă, Noapte fermecată, Pentru ochii dragei mele, Tangoul de altădată | compozitor de muzică cultă, operetă, scenă și film                                         |

## R
Pentru Claude Romano , vezi George Sbârcea.
| Numele compozitorului | Data nașterii | Locul nașterii | Origine | Data morții | Debutul | Compoziții | Alte preocupări |
| --------------------- | ------------- | -------------- | ------- | ----------- | ------- | --- | --------------- |
| Elly Roman            | 1905          | București      | evreu   | 1996        |         | Nu mai plînge baby, De ți-ar spune poarta ta, În tot ce e frumos pe lume, Iubesc femeia |                 |
| Mircea Romcescu       | 1957          | Bucuresti      | roman   |             |         | "Muzica e viata mea", "Eu cred in primaveri", "Vino macar in vis", "Unde esti, copilarie", "Nu stiu cine ti-a spus", "Tell Me Who You Are" |                 |
| Francisc Reiter       | 1954          | Arad           | neamț   |             | 2010    | "Întoarce,Doamne,anii mei","Iubire târzie de toamnă","Nu știi cât mă iubești","M-ai înșelat","Ultimul romantic","Să mă iubești","Mă iartă","Nu are vârstă dragostea","Cu un sărut",Să nu fii singur de Crăciun","Bună seara,iubire","Iubire dulce ,nu pleca","Despărțirile murdare","Dor în pustiu","Viză pe pașa port","Spune",De ce,ce mă dorești","Cât mai e vreme","Voi pleca","Cică mă iubești","Eu voi pleca","Coșmarul conjugal","Lasă bârfa măi vecină","Visez fericirea","Doar un pas","La brațul meu","Ai fost","Nu ne-am potrivit","Singur pe cărări pustii","Măicuța mea frumoasă", |                 |

## S
| Numele compozitorului          | Data nașterii | Locul nașterii                  | Origine | Data morții | Debutul | Compoziții | Alte preocupări |
| ------------------------------ | ------------- | ------------------------------- | ------- | ----------- | ------- | --- | --------------- |
| George Sbârcea (Claude Romano) |               |                                 |         |             |         | Ionel, Ionelule                                                                                                 |                 |
| Gelu Solomonescu               |               |                                 |         |             |         | Ochii tăi, Tu ești liniștea mea, Azi iubesc și eu, Nu-ți șade bine când plângi, Ești fermecătoare, Știi tu știi |                 |
| Nicolae Stroe (Stroe Nacht)    | 7 mai 1906    | comuna Racaciuni, judetul Bacau | evreu   |             |         | Trurli, Roata morii                                                                                             |                 |

## Ș
| Numele compozitorului    | Data nașterii | Locul nașterii | Origine      | Data morții | Debutul | Compoziții                                                                                               | Alte preocupări              |
| ------------------------ | ------------- | -------------- | ------------ | ----------- | ------- | --- | ---------------------------- |
| Radu Șerban              | 1.12 1927     | Caracal        |              | 6.02 1984   |         | Prieten drag, Baladă, La un pas de fericire                                                              | Compozitor de muzică de film |
| Vasile Șirli             | 25.09.1948    | Variaș         | meglenoromân | —           |         | Dacă tu ai vrea, Frumoșii adolescenți, Ne-a găsit timpul față-n față, Omleta din ouă de broască țestoasă | compozitor de film, de scenă |
| Guilelm Șorban           | 2.02.1876     | Arad           |              | 7.07.1923   |         | Mai am un singur dor, Pe lângă plopii fără soț                                                           | pianist                      |
| Anton Șuteu (Tony Șuteu) | 17.01.1947    |                |              | 13.09.2010  |         | Deschideți poarta soarelui                                                                               | compozitor de film, pianist  |

## T
| Numele compozitorului | Data nașterii | Locul nașterii | Origine | Data morții | Debutul | Compoziții                                       | Alte preocupări |
| --------------------- | ------------- | -------------- | ------- | ----------- | ------- | ------------------------------------------------ | --------------- |
| Ramon Tavernier       |               |                |         |             |         | Ai trecut iar pe strada mea, Lacrimi de fericire |                 |

## Ț
| Numele compozitorului | Data nașterii | Locul nașterii | Origine | Data morții | Debutul            | Compoziții                                                            | Alte preocupări             |
| --------------------- | ------------- | -------------- | ------- | ----------- | ------------------ | --------------------------------------------------------------------- | --------------------------- |
| Marius Țeicu          | 9.05.1945     | Reșița         | român   | —           | Chemarea dragostei | Dau viața mea pentru o iubire, Eu te voi iubi, O portocală, Unde erai | cântăreț, pianist, profesor |

## U
| Numele compozitorului | Data nașterii | Locul nașterii | Origine | Data morții       | Debutul | Compoziții                   | Alte preocupări |
| --------------------- | ------------- | -------------- | ------- | ----------------- | ------- | ---------------------------- | --------------- |
| Paul Urmuzescu        | 28 iunie 1928 | București      | română  | 19 februarie 2018 |         | Marea canta (Angela Similea) |                 |

## V
| Numele compozitorului | Data nașterii    | Locul nașterii | Origine | Data morții      | Debutul | Compoziții | Alte preocupări |
| --------------------- | ---------------- | -------------- | ------- | ---------------- | ------- | --- | --------------- |
| Vasile Vasilache      |                  |                |         |                  |         | Du-mă acasă, măi tramvai (text Nicolae Stroe), Trurli, Trurli |                 |
| Vasile V. Vasilache   | 14 iunie 1941    |                |         | 1991             |         | Ploaia și noi, Dorul |                 |
| Vasile Veselovski     |                  |                |         |                  |         | Cânta un matelot la proră, De ce nu ești ca-n prima zi, Merit eu, Și dacă, Tu                                                                                         |                 |
| Ion Vasilescu         | 4 noiembrie 1903 | București      |         | 1 decembrie 1960 |         | Astăzi e ziua ta, Dă-i cu șprițul pân' la ziuă, În noaptea asta toată lumea e a mea, Mi te-ai lipit de suflet, Țărăncuță, țărăncuță, Vrei să ne-ntâlnim sâmbătă seară |                 |
| Vespasian Vasilescu   |                  |                |         |                  |         | Am iubit doi ochi albaștri |                 |

## W
| Numele compozitorului | Data nașterii | Locul nașterii | Origine | Data morții | Debutul | Compoziții                         | Alte preocupări     |
| --------------------- | ------------- | -------------- | ------- | ----------- | ------- | ---------------------------------- | ------------------- |
| Adalbert Winkler      | 04.04.1930    |                | evreu   | 28.06.1992  |         | Se intorc vapoarele! (Doina Badea) | ilustrator, dirijor |

## Z
Pentru George Zbârcea, vezi George Sbârcea.
| Numele compozitorului | Data nașterii | Locul nașterii | Origine | Data morții | Debutul | Compoziții | Alte preocupări |
| --------------------- | ------------- | -------------- | ------- | ----------- | ------- | ---------- | --------------- |
| Costel Zaharia        |               |                |         |             |         | Macarale   |                 |

### Cărți
- Sava, Iosif și Luminița Vartolomei (1979). Dicționar de muzică, Editura Științifică și Enciclopedică, București
- Ștefănescu-Barnea, Georgeta (2007). Spre ethosul românesc prin creațiile pentru pian de ieri și de azi, Editura Fundației „România de Mâine”, București. ISBN 978-973-725-578-5
- Dicționar enciclopedic (1999), vol. III (H-K). Editura Enciclopedică, București. ISBN 973-45-0273-5

### Albume de piese
- Album de muzică ușoară (1962). Editura Muzicală a Uniunii Compozitorilor din R.P.R., București
- Cele mai frumoase romanțe de ieri și de azi (1983). Supliment al revistei „Muzica”, Editura Muzicală, București

### Discografie
- Epoca de aur. Club A (2003). Electrecord EDC 516
- Șlagăre din anii ĂIA! (2007). Colecția Radio Top, Societatea Română de Radiodifuziune